# Simplicity
『Simplicity』（シンプリシティー）は、南沙織通算19枚目のオリジナルアルバム。1978年10月1日発売。発売元はCBSソニー。

## 解説
- LP帯コピー：今、ひとつのComma またあえる日までありがとうの心をこめて…
- 27枚目のシングル「Ms.（ミズ）」（1978年8月21日）とそのB面曲「さよならにかえて」、28枚目のシングル「グッバイガール」（1978年10月21日）のB面曲「Good-bye Girl」を収録した、19枚目のオリジナルアルバム。伊奈一男（音楽評論家）によるライナーノーツが封入されている。
- "南沙織" としての現役時代のラストを飾った作品となる。デビュー・アルバム『17才』と同様のスタイルを踏襲しており、レコードA面にあたる1から6曲目は有馬三恵子・筒美京平コンビによる書き下ろし作品、片面は洋楽カヴァーとなっている。
- 結婚による引退と勘違いされやすいが、学業優先のための引退である。引退の時点で篠山紀信とは交際もしていなかったことを南本人や篠山自身が語っている[1]。
- 2005年、ソニーレコードのWeb通信販売サイト「Sony Music Shop」内の「オーダーメイドファクトリー」で、購入予約注文数が規定枚数に達したため、初CD化が実現（帯なし、プラスチックケース仕様）。その後程なく、CD-BOXで再リリースされた。
- 35周年CD-BOX『Cynthia Premium』に収納された紙ジャケット盤には、アルバム未収録であった「グッバイガール」がボーナス・トラックとして収録された。
- CDパッケージでの生産は中止されており、音楽配信でのみ購入が可能である（2018年現在）。

## 収録曲

### オリジナル盤
1. Ms.（ミズ）
  - 作詞: 有馬三恵子、作曲・編曲: 筒美京平
2. シンプル・シティー　
  - 作詞: 有馬三恵子、作曲: 筒美京平、編曲: 萩田光雄

「シンプリシティー」というアルバム・タイトルに対して、「シンプル・シティー」という曲が収録されているのは、南が考案したアルバムタイトルを、スタッフが有馬に伝え間違えたためだという[1]。
3. ハロー・シャンペン　
  - 作詞: 有馬三恵子、作曲: 筒美京平、編曲: 萩田光雄
4. しなやかなケ・ダ・モ・ノ　
  - 作詞: 有馬三恵子、作曲: 筒美京平、編曲: 萩田光雄
5. 私の港　
  - 作詞: 有馬三恵子、作曲: 筒美京平、編曲: 萩田光雄
6. さよならにかえて　
  - 作詞: 有馬三恵子、作曲: 筒美京平、編曲: 大村雅朗

27thシングル「Ms. （ミズ）」のB面曲。
7. Good-bye Girl　
  - 作詞・作曲: David Gates、編曲: 川村栄二

オリジナル歌唱はDavid Gates。
本アルバム発売後の10月21日（「さよならコンサート」開催後）、日本語バージョン「グッバイガール」が28枚目のシングルとしてリリースされた。その作品が1970年代のラスト・シングルにあたる。英語ヴァージョンはB面曲となる。
8. 愛のデュエット -YOU'RE THE ONE THAT I WANT-　
  - 作詞・作曲: John Farrar、編曲: 川村栄二

オリジナル歌唱は、Olivia Newton-John & John Travolta。
9. 今日がその日 -TODAY'S THE DAY-　
  - 作詞・作曲: Daniel Peek、編曲: 川村栄二

オリジナル歌唱は、America。
10. アントニオの唄 -ANTONIO'S SONG-　
  - 作詞・作曲: Michael Franks、編曲: 川村栄二

オリジナル歌唱は、Michael Franks。
11. 愛すれど哀し -HOPELESSLY DEVOTED TO YOU-　
  - 作詞・作曲: Daniel Peek、編曲: 川村栄二

オリジナル歌唱は、Olivia Newton-John。
12. うつろな想い -TRYIN' TO GET THE FEELING AGAIN-　
  - 作詞・作曲: David Pomeranz、編曲: 川村栄二

オリジナル歌唱は、Barry Manilow。

### Cynthia Premium盤
1. Ms.（ミズ）
2. シンプル・シティー
3. ハロー・シャンペン
4. しなやかなケ・ダ・モ・ノ
5. 私の港
6. さよならにかえて
7. Good-bye Girl
8. 愛のデュエット -YOU'RE THE ONE THAT I WANT-
9. 今日がその日 -TODAY'S THE DAY-
10. アントニオの唄 -ANTONIO'S SONG-
11. 愛すれど哀し -HOPELESSLY DEVOTED TO YOU-
12. うつろな想い -TRYIN' TO GET THE FEELING AGAIN-
13. グッバイガール　〈ボーナス・トラック〉
  - 作詞・作曲: David Gates、訳詞: 中里綴、編曲: 川村栄二

## 発売履歴
- 1978年10月01日 - LP
- 2005年06月24日 - CD （オーダーメイドファクトリー）
- 2006年06月14日 - CD （紙ジャケット・高音質マスターサウンド）
  - 35周年CD-BOX『Cynthia Premium』の1枚。個別販売はない。